# Каліна Алабрудзінська
Алабрудзінська Каліна (пол. Kalina Alabrudzińska; нар. 24 квітня 1983, Плоцьк, Польща) — польська режисерка.

## Життєпис
Закінчила Варшавський університет та Європейську Академію фотографії у Варшаві. Отримала ступінь бакалавра у Державній вищій школі кіно, телебачення і театру імені Леона Шиллера.
Її фільми брали участь у різноманітних кінофестивалях в різних країнах світу.

## Фільмографія
- «Газетярка» (2005)
- «Садівник» (2006)
- «Ліхтарники» (2006)
- «Напрямок:Ісландія» (2008)
- «Грішник» (2010)
- «Де зробив 80 мільйонів?» (2011)
- «Без поняття» (2013)
- «Лена і я» (2014)
- «Невтомні мандрівників» (2016)
- «Ніщо не минає» (2019)
- «Сексіфікація» (2021)